# Марксштадтский кантон
Марксштадтский кантон (нем. Kanton Marxstadt) — административно-территориальная единица АССР немцев Поволжья, существовавшая в 1922—1941 годах. Административный центр — г. Марксштадт.
В 1920 году в составе Марксштадтского уезда Трудовой коммуны немцев Поволжья был образован Марксштадтский район. По данным на 1 августа 1921 года в районе было 12 селений.
22 июня 1922 года Марксштадтский район был объединён с Панинским районом в Марксштадтский кантон.
В 1927 году к Марксштадтскому кантону отошла часть территории упразднённого Красноярского кантона.
18 января 1935 года из части Марксштадтского кантона был образован Унтервальденский кантон.
7 сентября 1941 года в результате ликвидации АССР немцев Поволжья Марксштадтский кантон был передан в Саратовскую область и преобразован в Марксовский район.

## Административно-территориальное деление
По состоянию на 1 апреля 1940 года кантон делился на 14 сельсоветов:
- Беккердорфский,
- Боарский,
- Боргардский,
- Брокгаузенский,
- Гоккербергский,
- Калининфельдский,
- Кировский,
- Ней-Брунненский,
- Обермонжуйский,
- Орловский,
- Паульский,
- Первомайский,
- Филиппсфельдский,
- Фишерский.